# KHL Medveščak Zagreb
Der KHL Medveščak Zagreb ist ein kroatischer Eishockeyclub aus Zagreb. Der Club ist vielfacher Kroatischer Meister.
Medveščak spielte von 2013 und bis 2017 in der Kontinentalen Hockey-Liga (KHL). Von 2009 bis 2013 und von 2017 bis 2019 spielte der Club in der Erste Bank Eishockey Liga (EBEL). Zuvor spielte er von 2006 bis 2009 in der slowenischen Eishockeyliga.

## Geschichte
Der Verein wurde im Jahr 1961 gegründet und spielte von Beginn an in der jugoslawischen Eishockey-Liga. Zu dieser Zeit wurde die Meisterschaft vom slowenischen Club HK Jesenice dominiert, dessen Vorreiterstellung erst in den 1970er Jahren durch den ebenfalls slowenischen HDD Olimpija Ljubljana gebrochen werden konnte. Medveščak Zagreb spielte lange Zeit nur eine Nebenrolle in dem Bewerb und arbeitete sich erst Ende der 1980er Jahre in die Spitzengruppe vor. Erst knapp vor dem Auseinanderbrechen Jugoslawiens gewann die Mannschaft drei Mal in Folge den Titel des Jugoslawischen Meisters und setzte diese Dominanz anschließend in der kroatischen Eishockeyliga fort, nachdem für einige Zeit zu Beginn der kroatischen Ligageschichte der Lokalrivale KHL Zagreb das Zepter übernommen hatte.
Medveščak ist amtierender Kroatischer Rekordmeister mit insgesamt zwölf gewonnenen Titeln. Von 1997 bis 2007 holte das Team elf Meistertitel in Folge. Erst KHL Mladost Zagreb konnte 2008 diese Siegesserie stoppen. Nach zwei Jahren in der slowenischen Liga wechselte Medveščak 2009 in die österreichische EBEL, trat aber weiterhin mit einer zweiten Mannschaft in der slowenischen Liga an.

### Wechsel in die Erste Bank Liga

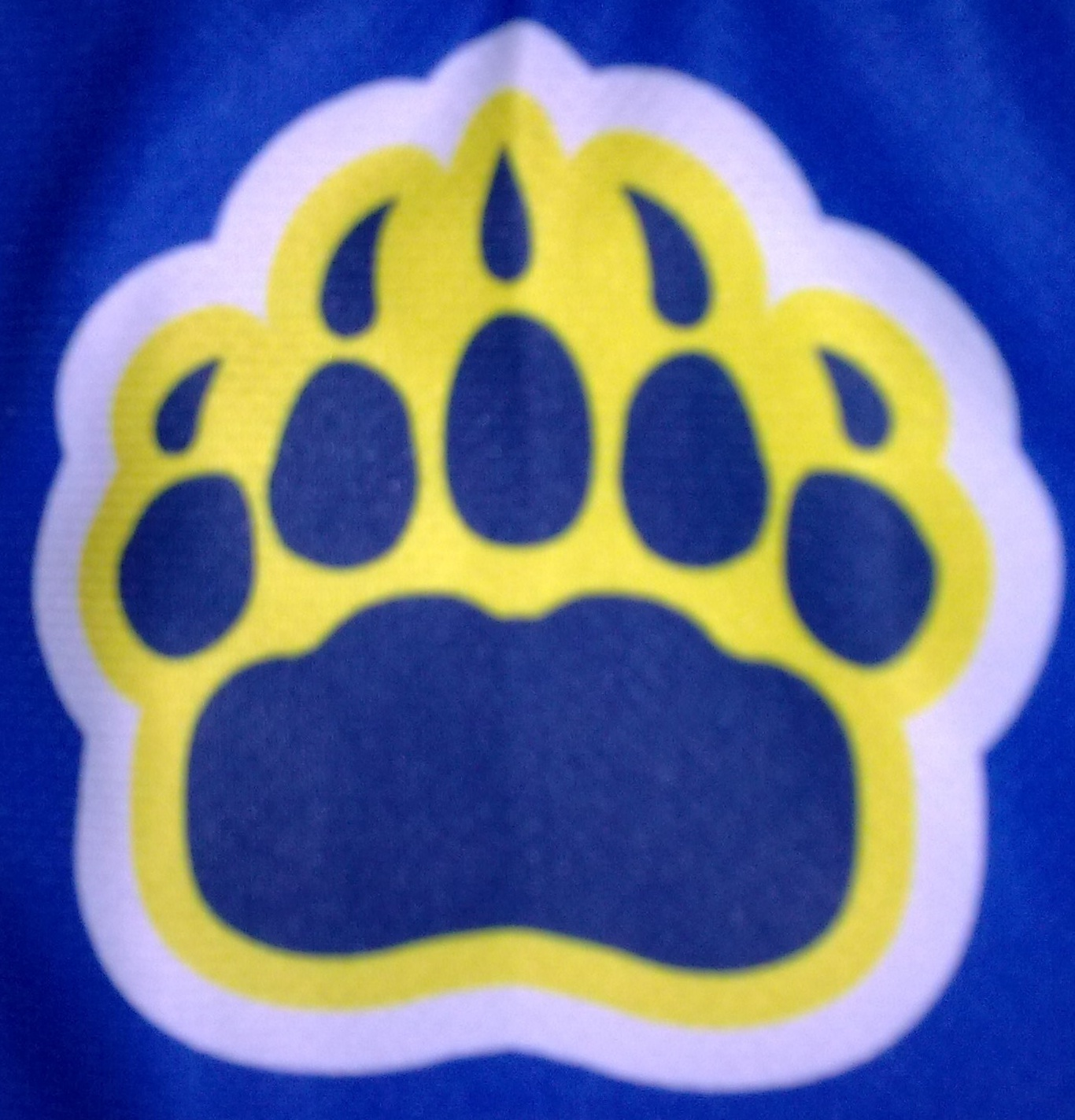
Alternativ-Logo des Klubs

Aufgrund der Überlegenheit in der heimischen Liga stellte die Mannschaft bereits im Jahr 2007 den Antrag, in der österreichischen Eishockey-Liga (EBEL) spielen zu dürfen, jedoch wurde diesem Wunsch aufgrund der großen Distanzen und Bedenken gegenüber dem sportlichen Niveau des Clubs zunächst nicht entsprochen. Nach dem Ausstieg des HC Innsbruck und dem daraus resultierenden Fehlen eines zehnten Teams wurde im Frühjahr 2009 dem Antrag schließlich doch stattgegeben. Medveščak verstärkte die Mannschaft mit erfahrenen Transferkartenspielern und holte einige ausländische Spieler mit kroatischen Wurzeln ins Team. In der Premierensaison schaffte es der Club auf Anhieb in die Playoffs und setzte sich überraschend im Viertelfinale gegen den EC Graz 99ers, der den Grunddurchgang souverän gewonnen hatte, in sechs Spielen durch. Im Halbfinale unterlag die Mannschaft jedoch deutlich dem EC Red Bull Salzburg. Im folgenden Jahr folgte nach einem erneuten achten Platz im Grunddurchgang das Viertelfinalaus gegen den EC KAC. Die Spielzeiten 2011/12 und 2012/13 konnten nach dem Grunddurchgang auf dem zweiten Tabellenplatz abgeschlossen werden. Die Mannschaft entwickelte sich in der Zeit besonders durch spektakuläre Freiluftspiele zu einem Publikumsmagneten der Liga.

### Einstieg in die KHL
Nachdem es bereits 2012 erste Verhandlungen über einen möglichen Beitritt des Klubs zur Kontinentalen Hockey-Liga (KHL) gegeben hatte, wurden diese Verhandlungen im April abgeschlossen und der Klub zur Saison 2013/14 in die Kontinentale Hockey-Liga aufgenommen. Als neuer Trainer wurde der Kanadier Mark French verpflichtet, sowie eine Reihe von Spielern aus der American Hockey League und europäischen Top-Ligen zum Neuaufbau des Kaders unter Vertrag genommen. In der ersten KHL-Saison des Klubs erreichte die Mannschaft auf den sechsten Tabellenrang der Western Conference, schied jedoch im Viertelfinale gegen den HC Lev Prag aus.
Im Laufe der KHL-Saison 2016/17 wurde der Verein von finanziellen Schwierigkeiten geplagt, mehrere Spieler und Trainer Gordie Dwyer verließen die Mannschaft während der Spielzeit.

### Rückkehr in die EBEL
Im März 2017 wurde mitgeteilt, dass die Mannschaft ab der Saison 2017/18 wieder in der EBEL spielt.
Ende November 2018 wurde bekannt, dass der Medveščak Zagreb mit finanziellen Problemen zu kämpfen hätte. Wie der Club der Liga mitteilte, war ein Sponsor ausgefallen und hatte bereits zugesagte Gelder nicht zur Verfügung gestellt. Das Präsidium entband daraufhin die Spieler von ihren Verträgen und stellte ihnen frei, sich neue Clubs zu suchen. Unter anderem verließen in den darauf folgenden Tagen Ivan Šijan, Antonin Manavian, Mario Puskarich, Nikolai Lemtjugow, Sébastien Sylvestre und Mike Aviani die Mannschaft. Am 10. Dezember folgte auch das Trainerteam um Aaron Fox. Die EBEL gab am 12. Dezember in einer Presseaussendung bekannt, die gültige Transferregelung bezüglich der maximalen Anzahl von Spielertausch-Vorgängen auszusetzen, um den Kroaten die Verpflichtung von einheimischen Spielern und das Fortsetzen des Spielbetriebes zu ermöglichen. Gemeinsam mit der Liga beschloss Medveščak, nicht an der Zwischenrunde teilzunehmen. Der Club wurde im Sommer 2019 aufgelöst. Der bisherige Club KHL Kuna wurde in KHL Medveščak mladi (mladi für Jugend) umbenannt und spielt in der Saison 2019/20 mit einer gemeinsamen Mannschaft mit dem KHL Zagreb in der International Hockey League.

### Sonstige Bewerbe

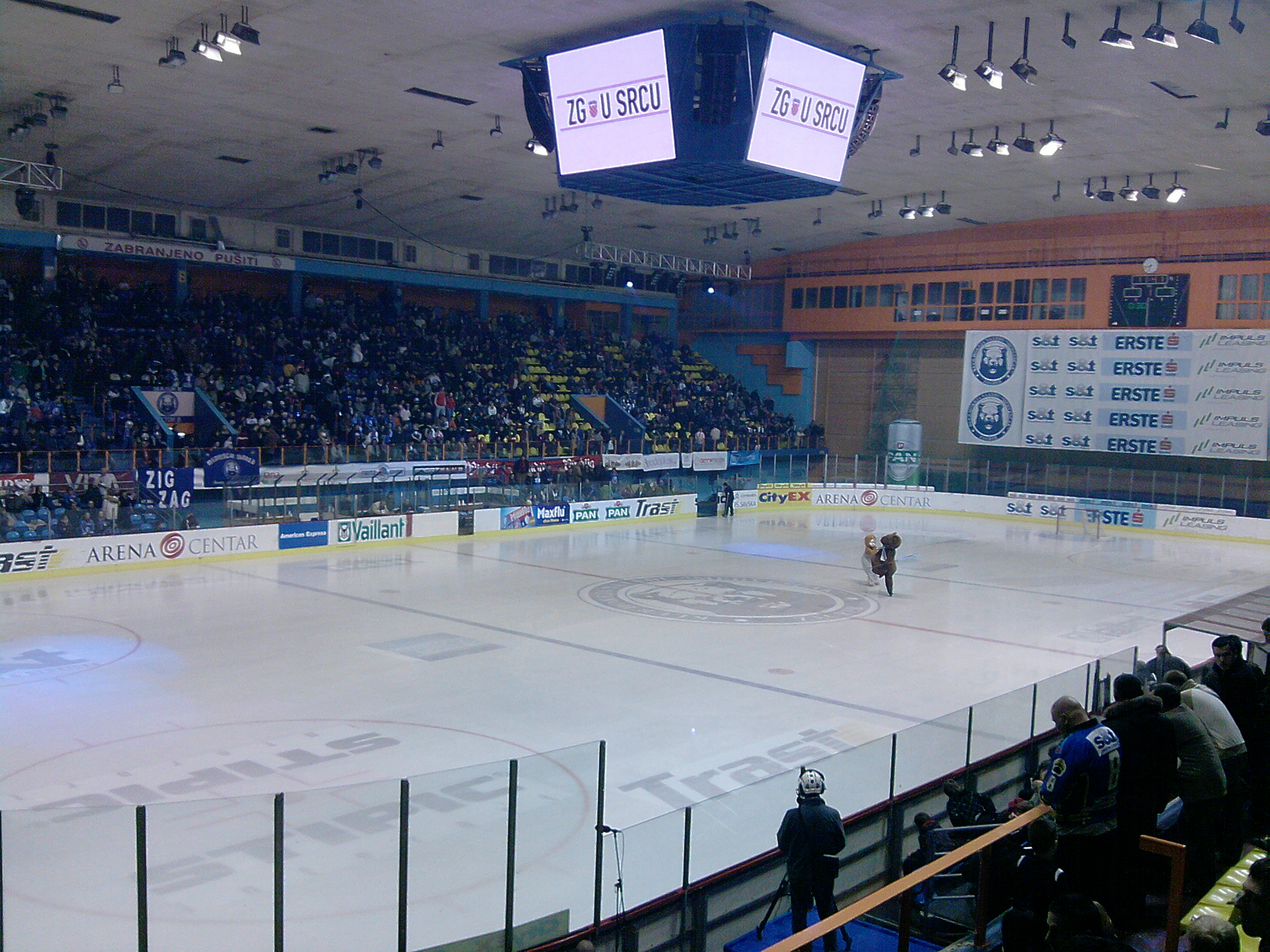
Dom športova, KHL Medveščak Zagreb - Graz 99ers; 3. Januar 2010

Die Mannschaft hat seit 2003 vier Mal am Continental Cup teilgenommen. Als beste Platzierung konnte 2004/05 der zweite Platz in der Gruppenphase erreicht werden.
Des Weiteren nahm die Mannschaft zwischen 2000 und 2007 insgesamt sieben Mal an der parallel zu den jeweiligen staatlichen Ligen stattfindenden multinationalen Interliga teil, konnte dort aber als bestes Ergebnis nur eine Halbfinalteilnahme in der Saison 2004/05 erzielen.
Die zweite Mannschaft spielt seit 2009 in der kroatischen Eishockeyliga und konnte neunmal in Folge den kroatischen Meistertitel gewinnen. 2015 bis 2017 nahm die Mannschaft an der Slowenischen Eishockeyliga teil. Seit 2017 spielt sie in der (slowenischen) International Hockey League, sie sie bei der ersten Austragung gewinnen konnte.

## Erfolge
- International Hockey League Meister: 2018
- Kroatischer Meister: 1995, 1997, 1998, 1999, 2000, 2001, 2002, 2003, 2004, 2005, 2006, 2007, 2009, 2010, 2011, 2012, 2013, 2014, 2015, 2016, 2017, 2018
- Jugoslawischer Meister 1989, 1990, 1991

## Vereinsstatistik
Die folgende Statistik bezieht sich auf die Teilnahme des Vereins an der österreichischen Eishockey-Liga (EBEL) und der KHL.
| Saison       | Hauptrunde | Hauptrunde | Hauptrunde | Hauptrunde | Hauptrunde | Hauptrunde | Hauptrunde | Hauptrunde | Hauptrunde     | Play-offs | Play-offs | Play-offs | Play-offs | Play-offs | Play-offs | Play-offs | Anmerkung                                                                  |
| Saison       | Spiele     | S          | N          | NNV        | T          | GT         | TVH        | Punkte     | Rang           | Spiele    | S         | N         | NNV       | T         | GT        | TVH       | Anmerkung                                                                  |
| ------------ | ---------- | ---------- | ---------- | ---------- | ---------- | ---------- | ---------- | ---------- | -------------- | --------- | --------- | --------- | --------- | --------- | --------- | --------- | -------------------------------------------------------------------------- |
| EBEL 2009/10 | 54         | 25         | 22         | 7          | 160        | 182        | −22        | 57         | 8              | 11        | 5         | 6         | 0         | 27        | 31        | −4        | Viertelfinalsieg gegen Graz 99ers Halbfinal-Out gegen EC Red Bull Salzburg |
| EBEL 2010/11 | 54         | 23         | 25         | 6          | 171        | 171        | 0          | 52         | 8              | 5         | 1         | 3         | 1         | 18        | 20        | −2        | Viertelfinal-Out gegen den EC KAC                                          |
| EBEL 2011/12 | 50         | 29         | 14         | 7          | 166        | 128        | +38        | 65         | 2              | 9         | 5         | 4         | 0         | 25        | 26        | −1        | Viertelfinalsieg gegen Orli Znojmo Halbfinal-Out gegen den EC KAC          |
| EBEL 2012/13 | 54         | 31         | 15         | 8          | 175        | 140        | +35        | 70         | 4              | 6         | 2         | 1         | 3         | 19        | 21        | −2        | Viertelfinal-Out gegen EC Red Bull Salzburg                                |
| KHL 2013/14  | 54         | 28         | 14         | 12         | 138        | 126        | +12        | 92         | 6., West-Div.  | 4         | 0         | 4         | 0         | 9         | 17        | −8        | Achtelfinal-Out gegen HC Lev Prag                                          |
| KHL 2014/15  | 60         | 23         | 32         | 5          | 147        | 191        | −44        | 68         | 13., West-Div. | –         | –         | –         | –         | –         | –         | –         |                                                                            |
| KHL 2015/16  | 60         | 25         | 26         | 9          | 144        | 172        | −28        | 78         | 10. West-Div.  | –         | –         | –         | –         | –         | –         | –         |                                                                            |
| KHL 2016/17  | 60         | 23         | 33         | 4          | 138        | 186        | −48        | 69         | 12., West-Div. | –         | –         | –         | –         | –         | –         | –         |                                                                            |
| Summe EBEL   | 212        | 108        | 76         | 28         | 672        | 621        | +51        | 244        |                | 31        | 13        | 14        | 4         | 89        | 98        | −9        |                                                                            |
| Summe KHL    | 234        | 99         | 105        | 30         | 567        | 675        | −108       | 307        |                | 4         | 0         | 4         | 0         | 9         | 17        | −8        |                                                                            |

 Legende: S = Siege, N = Niederlagen in regulärer Spielzeit, NNV = Niederlagen nach Verlängerung oder Penaltyschießen, T = Tore, GT = Gegentore, TVH = Torverhältnis 

## Trainer seit 2009
| Zeitraum              | Nation             | Trainer         | Anmerkungen                                  |
| --------------------- | ------------------ | --------------- | -------------------------------------------- |
| 2009                  | Kanada und Italien | Enio Sacilotto  | vorzeitig entlassen                          |
| Nov. 2009 – Dez. 2010 | Vereinigte Staaten | Ted Sator       | 1-mal Halbfinal-Out, vorzeitig entlassen     |
| Dez. 2010 – Juli 2011 | Vereinigte Staaten | Doug Bradley    |                                              |
| 2011–2013             | Kanada             | Marty Raymond   | einmal Halbfinal-Out, 1-mal Viertelfinal-Out |
| 2013–2014             | Kanada             | Mark French     | 11. Platz (West); Playoff-Achtelfinale       |
| Jul.–Okt. 2014        | Kanada             | Chuck Weber     |                                              |
| Okt. 2014–Mai 2015    | Kanada             | Doug Shedden    |                                              |
| Juni 2015–Jan. 2017   | Kanada             | Gordie Dwyer    |                                              |
| Jan. 2017–Dez. 2017   | Kanada             | Connor Cameron  |                                              |
| Dez. 2017–Juli 2018   | Vereinigte Staaten | Doug Bradley    |                                              |
| Juli 2018–Dez 2018    | Vereinigte Staaten | Aaron Fox       |                                              |
| seit Dez. 2018        | Kroatien           | Danijel Kolombo |                                              |

## Stadion
Die Heimspiele des Medveščak Zagreb werden im Dom športova in Zagreb ausgetragen, der 1972 erbaut wurde und Platz für 6.300 Zuschauer bietet. Nach dem Einstieg der Bären in die österreichische Eishockeyliga war die Halle regelmäßig ausverkauft, was entscheidend dazu beitrug, die Zuschauerzahl der EBEL in der Premierensaison des Clubs erstmals auf mehr als eine Million anzuheben.
In der Saison 2009/10 wich die Mannschaft zwei Mal in die Salata-Freiluft-Arena aus und absolvierte je eine Begegnung gegen den EC VSV und die Vienna Capitals unter freiem Himmel. 2010/11 trug der Club im Jänner vier Begegnungen in der wesentlich größeren Arena Zagreb aus und konnte dabei insgesamt mehr als 60.000 Zuschauer anlocken.

### Zuschauerschnitt
Quelle: Website des ÖEHV
| Saison  | Heimspiele | Zuschauer | Zuschauer pro Spiel |
| ------- | ---------- | --------- | ------------------- |
| 2009/10 | 32         | 190.850   | 5.964               |
| 2010/11 | 29         | 225.794   | 7.786               |
| 2011/12 | 30         | 255.360   | 8.512               |
| 2012/13 | 30         | 232.500   | 7.750               |